# Kommunale Informationsverarbeitung Baden-Franken
Der Zweckverband Kommunale Informationsverarbeitung Baden-Franken (KIVBF) war ein IT-Systemhaus für Städte, Gemeinden und Landkreise. Zum 1. Juli 2018 fusionierten die Datenzentrale Baden-Württemberg und die Rechenzentren KIVBF, KIRU und KDRS zu einem  kommunalen IT-Dienstleister mit der Bezeichnung Komm.ONE.

## Gründung und Unternehmensform
Der Zweckverband Kommunale Informationsverarbeitung Baden-Franken entstand  am 1. Januar 2003 aus der Fusion von Regionalem Rechenzentrum Karlsruhe, Kommunaler Datenverarbeitung Südlicher Oberrhein (Freiburg) und Kommunalem Rechenzentrum Franken/Unterer Neckar (Heilbronn, Heidelberg). Das Verbandsgebiet mit einer Fläche von 17.309 km² umfasst etwa 48 Prozent der Gesamtfläche Baden-Württembergs. Der Markt Baden-Württemberg, auf dem die KIVBF agierte, umfasst rund 5.350.000 Einwohner. Der Marktanteil für die führenden Lösungen betrug über 90 Prozent im bestehenden Verbandsgebiet. Der Zweckverband erbrachte ab dem 1. Januar 2013 seine IT-Dienstleistungen ausschließlich für Mitglieder.
Bereits seit dem Jahr 2001 betrieben die Regionalen Rechenzentren der Region Südlicher Oberrhein/Hochrhein, Mittlerer Oberrhein/Nordschwarzwald und Franken/Unterer Neckar eine gemeinsame Produktionsgesellschaft unter dem Namen „Kommunales Rechenzentrum Baden-Franken GmbH“ (KRBF). Seit dem 1. Januar 2003 war der Zweckverband KIVBF der alleinige Gesellschafter der KRBF GmbH. Diese Gesellschaft bietet IT-Fachlösungen für Kunden, die nicht Mitglied im Zweckverband Kommunale Informationsverarbeitung Baden-Franken (ZV KIVBF) sind.
2013 wurde gemeinsam mit 14 kommunalen Energieversorgungsunternehmen die endica GmbH gegründet. Diese unterstützte kommunale Unternehmen insbesondere in den Sparten Strom, Gas, Wasser im Bereich der IT (Datenverarbeitung, Datenspeicherung, Datenübermittlung an beteiligte Stellen) sowie bei Prozess- und Servicedienstleistungen.

## Standorte
Der Zweckverband Kommunale Informationsverarbeitung Baden-Franken (KIVBF) hatte seinen Sitz in Karlsruhe. Darüber hinaus existierten an den vier Standorten der Rechenzentren in Karlsruhe, Freiburg im Breisgau, Heidelberg und Heilbronn jeweils unabhängige Gesellschaften, deren Aufgaben sich auf die Funktion von Haus- und Grundstückseigentümergesellschaften beschränken. An diesen vier Standorten wurden insgesamt etwa 643 Mitarbeiter beschäftigt.

## Produkte
Als Gesamtlösungsanbieter beriet und betreute die KIVBF ihre Kunden von der Implementierung bis zur fortlaufenden Anwendungs- und Anwenderbetreuung (Support). Der Zweckverband optimierte den Arbeitsablauf durch Automation innerhalb der Lösungen, Anbindungen an bestehende KIVBF-Lösungen oder an externe Stellen.

## Mitglieder
Der Zweckverband erbrachte seine Leistungen ab dem 1. Januar 2013 ausschließlich gegenüber Mitgliedern. Mitglieder des Zweckverbandes waren 510 Städte u. Gemeinden, 17 Landkreise, 7 Stadtkreise, 5 Sonstige Körperschaften d. öffentl. Rechts sowie die ihnen angeschlossenen kommunalen Wirtschaftsbetriebe, die sich zu 100 % im Eigentum von Mitgliedern des Zweckverbandes befanden.
Die Kunden waren Kommunen und sonstige öffentlich-rechtliche Körperschaften, die nicht Mitglied im Zweckverband waren, sowie kommunale Wirtschaftsunternehmen (z. B. Entsorgungsunternehmen, Krankenhäuser, Ingenieurbüros). Die endica GmbH betreut seit dem 1. Januar 2013 die Energieversorgungsunternehmen im Bereich der IT.

## Gremien
Die Mitglieder gestalteten die Strategie des Unternehmens durch Mitwirkung in den Gremien. Die Fachbeiräte haben sich über themenbezogene Fachbeiträge beraten und diese Themen und Vorschläge an den Organisationsbeirat gegeben. Dieser beriet wiederum den Verwaltungsrat, der zusammen mit dem Strategieausschuss und der Verbandsversammlung die Entscheidungen traf.

## Fusion Juli 2018
Nach entsprechender Änderung des ADV-Zusammenarbeitsgesetzes im Februar 2018 fusionierten die Datenzentrale Baden-Württemberg und die Rechenzentren KIVBF, KIRU und KDRS am 1. Juli 2018 zu einem gemeinsamen kommunalen IT-Dienstleister mit der Bezeichnung ITEOS, einer rechtsfähigen Anstalt des öffentlichen Rechts mit Sitz in Stuttgart. Träger der ITEOS sind die Zweckverbände des kommunalen DV-Verbunds und das Land Baden-Württemberg.